# Villa Gallo (Neapel)

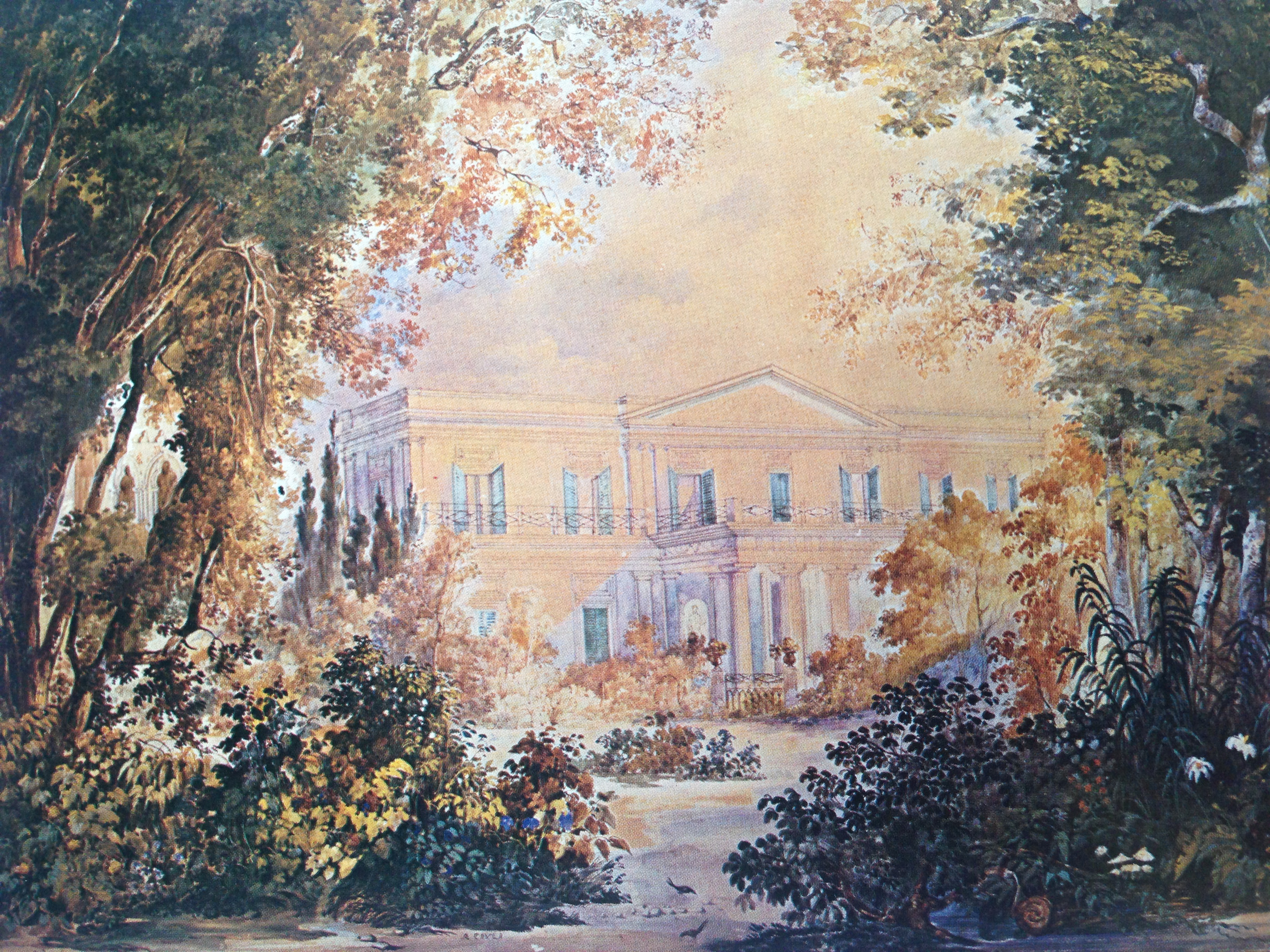
Villa Gallo in Neapel (Aquarell eines unbekannten Künstlers aus dem 19. Jahrhundert)

Die Villa Gallo ist ein Landhaus aus dem 15. Jahrhundert in den Colli Aminei im Viertel San Carlo all’Arena von Neapel in der italienischen Region Kampanien.

## Geschichte
Das Haus hieß Villa Gallo nach dem Minister Marzio Mastrilli, Herzog von Gallo, der es in der Besatzungszeit der Franzosen (1806–1816) besaß, und auch Villa della Regina Isabella, weil es anschließend der Königinmutter Isabella de Bourbon-Sizilien, Witwe von König Franz I., gehörte.
Heute ist das Landhaus architektonisch stark verändert und ein religiöses Haus der Rogationisten. Man gelangt vom Viale dei Pini über einen kleinen Weg dorthin und die Villa ist von einem von Bäumen gesäumten, offenen Gelände umgeben, dem letzten Rest des alten Parks, der das Haus einst umgab.

### Landgut Pineta
Wie in einem Aufsatz von Gaetano Barbarulo über die Geschichte der Villa hervorgehoben, stammen die ersten Angaben über deren einfachen Kern aus dem 15. Jahrhundert. Nicola Pomarino, ein wohlhabender königlicher Beamter, kaufte zwischen 1465 und 1473 zahlreiche benachbarte Parzellen und begründete so ein weitläufiges Landgut, das mehr oder weniger das Gebiet des heutigen Viertels La Pineta in den Colli Aminei umfasste (Dieses Gebiet hieß einst „Alla Conocchia“), ebenso wie einen Teil der Hangflächen in Richtung des Viertels Sanità. Sein Sohn Paolo, der das Landgut erbte, starb 1512 ohne Nachkommen, und das Anwesen fiel nach dem testamentarisch festgelegten Willen von Nicola Pomarino an die Brüder des neapolitanischen Dominikanerkonvents Santa Caterina a Formiello. Zehn Jahre später wurde das Landgut durch den Zukauf eines weiteren, benachbarten Bauernhofes von den Grafen Diomede und Roberta Carafa di Maddaloni zum letzten Mal erweitert.
Das Landgut der Dominikaner reichte vom nördlichen Talgrund des Sanità-Tals bis zur Hochebene der Colli Aminei und hatte ungefähr die Form eines Dreiecks, dessen Ecken das Gebiet unmittelbar nördlich des heutigen Januarius-Krankenhauses, die heutige Kreuzung des Viale Colle Aminei und der Salita Scudillo und die heutige Kreuzung des Viale Colle Aminei, des Viale dei Pini und der Via Cardinale Prisco waren. Dazu gehörte also mehr als ein großer Teil der Hänge an der Flanke des Hügels sowie das gesamte Areal des ehemaligen Privatparks La Pineta e Sapio. Seit der Gründung des Landgutes gab es an unterschiedlichen Stellen verschiedene Gebäude. Ihre Vielzahl war auf die Art der Bildung des Landgutes durch die Verbindung benachbarter Bauernhöfe zurückzuführen; jeder von ihnen war mit eigenen Wohn- und Nebengebäuden ausgestattet.
Das Hauptgebäude, das ursprüngliche Leitungszentrum des Landgutes, lag mit Blick über die gesamte Gegend auf dem Gipfel des Hügels. Es entspricht dem heutigen Institut der Rogationistenpater im Viertel La Pineta. Anfang des 16. Jahrhunderts war dies ein großes Bauernhaus mit geschlossenem Innenhof von gewisser Bedeutung, das sowohl für die landwirtschaftliche Produktion als auch für Freizeitzwecke geeignet war. In der zweiten Hälfte des 17. Jahrhunderts war der Komplex sogar mit einer Kapelle und einem Turm ausgestattet. Anschließend an das Haus, gab es einen Garten und eine robuste Tuffmauer, die heute noch existiert und eine Stützmauer nach Süden bildete, wo das Mittelgebäude eng an ein Erosionstal anschließt, das von dem Regenwasser geschaffen worden war, das in Richtung Sanità abfloss. Einen vollständigen Überblick über das Landgut bietet die Karte des Duca di Noja, an der man erkennt, dass der Komplex im 18. Jahrhundert substanziell seine ursprüngliche Struktur behalten hatte, „mit einem mit Vorhallen versehenen Innenhof, umschlossen von drei Baukörpern, von denen der größte, zur Talseite hin, eine lange Kolonnade zeigt, verbunden mit einer Treppe und mit einer Aussichtsterrasse, die zum Hang hin durch Pfeiler abgestützt ist“, wie Vanna Fraticelli schreibt.

### Umbau im Auftrag des Herzogs von Gallo
Das Kloster Santa Caterina a Formello gehörte zu den ersten, die im französischen Jahrzehnt aufgelöst wurden. 1806 kaufte der Markgraf (später Herzog) von Gallo, Marzio Mastrilli, der am 3. Juni des Vorjahres von Joseph Bonaparte zum Außenminister und staatlichen Berater berufen worden war, das Landgut. Der Markgraf beauftragte den Architekten ‚‘Antonio Niccolini‘‘ mit dem Umbau des Hauptgebäudes, der, wie ‚‘Fraticelli‘‘ schreibt, „einen vierten Flügel an den Innenhof anschloss und an der Südostecke einen Turm mit Loggien realisierte, der von gotischen Bögen eingerahmt war (Den gotische Stil nutzte ‚‘Niccolini‘‘ auch beim Bau des Hauses der Villa Ruffo, die bereits gegenüber der Basilika ‚‘Incoronata Madre del Buon Coniglio‘‘ in Capodimonte existierte).“ Die Nordfassade bereicherte er „mit einem Pronaos aus sechs dorischen Säulen, die die Terrasse des ersten Obergeschosses stützten, gekrönt von einem Tympanon, wie das bei vielen neapolitanischen Villen Mitte des 19. Jahrhunderts üblich war.“
Im Erdgeschoss entstand eine elegante Wohnung mit ungefähr zehn Zimmern, die von den Malern Gentile, Bisogni und Ciccarelli mit Fresken versehen wurden. In einigen Räumen wurden von ‚‘Beccari‘‘ Stuckarbeiten geschaffen, die Blumen und Figuren zeigen. An den Wänden wurden englische Drucke angebracht und in einem der Räume gab es einen Billardtisch. Barbarulo schreibt: „die gesamte Flucht der außen liegenden Räume war mit Balkonen versehen, die sich zu einer großen Loggia mit marmorner Balustrade hin öffneten; von dort aus hatte man einen imposanten Blick auf das Meer, auf Neapel und auf die angrenzenden Hügel.“ Im Obergeschoss war die Adelswohnung, die ebenso raffiniert dekoriert und eingerichtet war. Um den kleinen Palast herum wurde ein Garten „der vier Jahreszeiten“ geschaffen, eingefriedet von einer Mauer. Der Frühjahrsgarten war mit Blumen verschiedener Arten bepflanzt, sodass das ganze Jahr über welche blühten; in den anderen Gärten gab es eine exquisite Auswahl von Früchten und Gemüse. Ein besonderer Weinberg lieferte Wein, der ähnlich wie Bordeaux schmeckte. In der Nähe eines Wäldchens lag die Käserei, in der Käse und Butter hergestellt wurden. Die von Mastrilli durchgeführten Veränderungen waren radikal. Neben dem Umbau des Hauptgebäudes wollte er das gesamte Landgut in einen Park „des Ergötzens“ verwandeln. Statuen, echte, archäologische (wie das verschwundene Taubenhaus der Conocchia) und falsche Ruinen, Belvederes – er ließ daraus eine Art Parco di Capodimonte im Kleinen machen. So galt in dieser Zeit die Villa Gallo bei den Touristenführern als eines der schönsten Landhäuser Neapels, das sich mit der Villa Belvedere, der Villa Patrizi messen konnte. Öfters waren dort die Herrscher Joachim Murat und Caroline Bonaparte zu Gast. Sie wurde auch zu einem der bevorzugten Aussichtspunkte der damaligen Landschaftsmaler, die oft den Golf von Neapel, gesehen vom Platz vor der Villa, auf dem eine bekannte Palme stand, abbildeten.
Nach dem Tod des Herzogs von Gallo 1831 wurde die Villa von seinen Erben an den Grafen von Balzo, den morganatischen Gatten der Königin Mutter Isabella de Bourbon-Sizilien, verkauft, der sie zu ihren Ehren „Villa Regina Isabella“ nannte. Zur Erfüllung eines Gelübdes ließ die Königin eine kleine Kapelle, die heute noch im Park zu sehen ist, errichten, wie auf einer Steintafel an der Wand der Kapelle vermerkt ist. Nachdem die Königin und später auch der Graf verstorben waren, verkauften die Erben des letzteren das Landgut an eine Gruppe von Investoren, die das Anwesen aufteilen wollten, um kleine Luxusvillen zu errichten. Als das Projekt nicht zustande kam, übernahm einer der Miteigentümer, der Markgraf Medici, das gesamte Objekt.
Von der Familie De Medici wurde das Landgut später an den Gründer der Banca Sorrentina, Signore Astarita, abgegeben, dessen Erben nach dem Zweiten Weltkrieg das Haus, das durch Luftangriffe stark beschädigt war, und einen Teil des Parks an die Rogationisten verkauften. Der größte Teil des Anwesens wurde dagegen an eine Baugesellschaft verkauft, die ein Wohnungsbauprojekt realisierte, das die ursprüngliche Struktur des Anwesens vollständig veränderte.